# Mairie de Barcelone
 (février 2023).
Si vous disposez d'ouvrages ou d'articles de référence ou si vous connaissez des sites web de qualité traitant du thème abordé ici, merci de compléter l'article en donnant les références utiles à sa vérifiabilité et en les liant à la section « Notes et références ».
La mairie de Barcelone (Ajuntament de Barcelona en catalan, Ayuntamiento de Barcelona en espagnol) est l'une des quatre administrations publiques chargées de la responsabilité politique de la ville de Barcelone, au côté de la Généralité de Catalogne, et la députation provinciale de Barcelone. La municipalité trouve ses origines historiques dans le Conseil des Cent. 
Depuis 1979, ses responsables politiques sont élus au suffrage universel par les habitants de Barcelone, lors d'élections tous les quatre ans. Le maire actuel depuis 2023 est Jaume Collboni du Parti des socialistes de Catalogne.
La mairie à son siège à l'hôtel de ville, sur la place Sant Jaume au cœur de la Vieille-Ville, en face du palais de la Généralité.

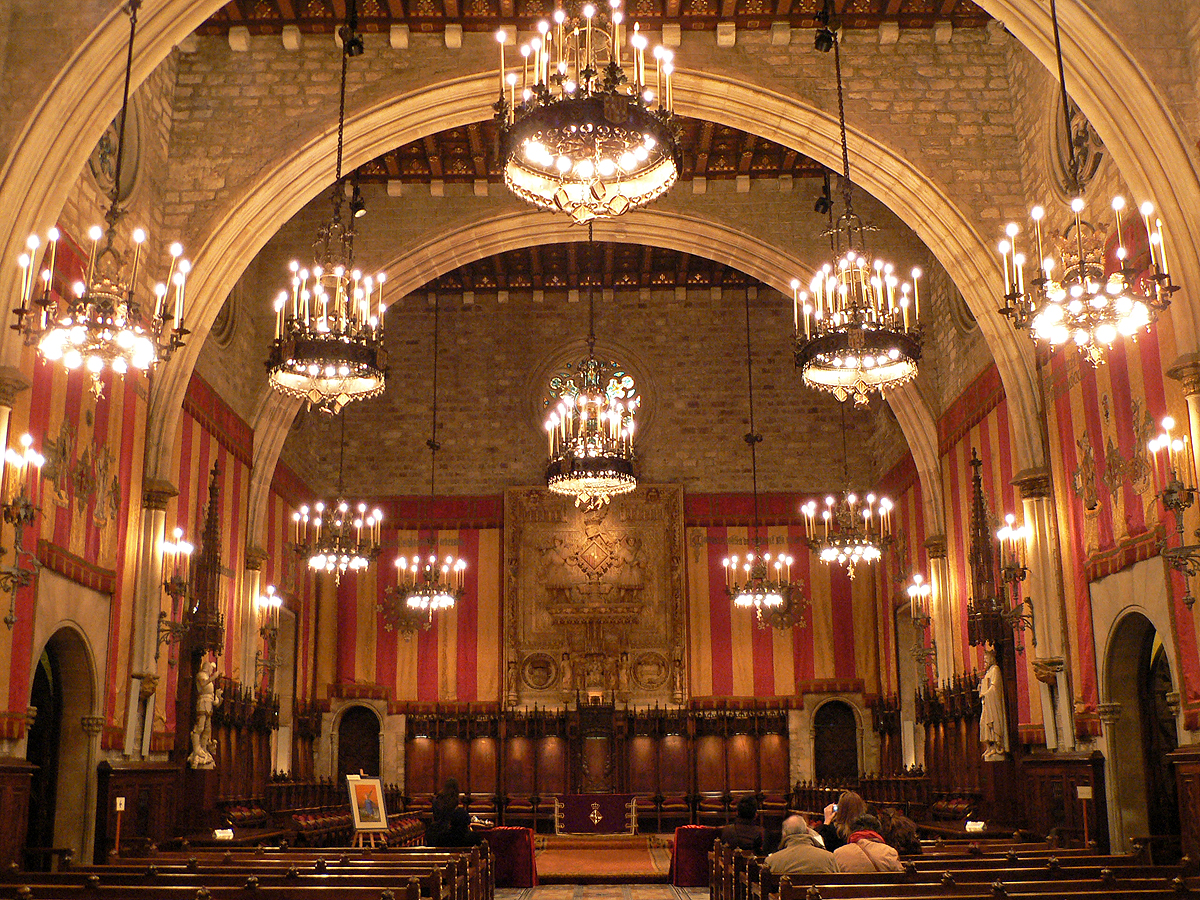
Salon du Conseil des Cent.

## Histoire
La mairie de Barcelone est une institution dont les origines remontent au règne de Jacques Ie d'Aragon, en 1249, lorsqu'il nomme un conseil de prohommes qui, avec l'assemblée de municipale, était chargé des affaires de la communauté et de la bonne gouvernance de la ville de Barcelone. En 1284, le privilège  Recognoverunt proceres  codifie les coutumes valides à Barcelone et son territoire, ainsi que le conseil des Cent comme une institution gérant la ville. Cette institution évolua au cours des siècles avec les événements politiques, sociaux, économiques et juridique de Catalogne et d'Espagne à la fin de la guerre de succession d'Espagne lorsque Philippe V dissolut ces organisations et les universités catalanes avec le Decret de Nova Planta pour instaurer le régiment ou ajutament : la mairie. Cette nouvelle institution locale fut abolie avec le reste des institutions féodales par les Cours de Cadix en 1812, qui instauraient une nouvelle configuration aux mairies constitutionnelles et par les réformes successives qui changèrent l'organisation locale durant tout le XIXe siècle jusqu'aux « statut municipal » de Primo de Rivera en 1924 qui synthétisait les réformes administratives du premier quart du XXe siècle et définissait un nouveau corps législatif à l'administration locale qui se maintint durant une grande partie de l'époque franquiste.
En 1909, dans l'édifice actuel de la mairie de la ville, pendant des travaux, on découvrit trois troncs de colonnes d'époque romaine alignées. Il n'y a pas d'autre information sur la découverte, hormis de la notice publiée par l'archéologue Lluís Pericot. Le matériel archéologique a probablement été déposé au Musée Archéologique de Catalogne et a été daté du Bas Empire. Depuis 1914, la mairie publie une gazette municipale de Barcelone, journal officiel qui donne une image de grande valeur de l'évolution de la ville
En 1928, les bâtiments de la mairie furent agrandis en direction des zones délimitées par les rues Ciutat, Templers, Gegants, Font de Sant Miguel et la place Sant Miguel. Il n'existait pas alors d’entité chargé de veiller au patrimoine historique de la ville ni de faire un plan de préservation à l'intérieur des murailles romaines et il semble que durant ces travaux, des structures d'époque romaine ont été mises au jour et détruites, mais il ne semble pas que ce fut des vestiges monumentaux ou artistiques. Peu de choses sont connues sur ces découvertes
Après les expériences démocratiques et républicaines puis la loi municipale catalane de 1933-1934, à la fin de la guerre civile espagnole, une nouvelle loi est promulguée pour le régime local est promulguée en 1955 et transforme  l'administration jusqu'au 23 mai 1960, lorsque Barcelone obtint un régime municipal spécial, par lequel sa Marie est constituée par le Conseil en Plein (organe supérieur de délibération) qui intègre tous les régisseurs, et la commission exécutive, qui est formée par le Maire de Barcelone, 6 délégués, 3 conseillers et un nombre de régisseurs égal au nombre de délégués de service
En 1979, après les premières élections démocratiques municipales, Barcelone prend le cap d'une gestion décentralisée de la ville, approuvée par le décret de décentralisation et la participation des barcelonais. Elle élabore une nouvelle carte municipale de la Mairie de Barcelone, dans le cadre de la Loi régulatrice des bases du régime local de 1985, et du décret royal du 28 novembre 1986
En conséquence de cette nouvelle division territoriale et administrative, Barcelone est structurée en 10 districts régis par le conseil municipal, à la tête desquels se trouve un régisseur délégué du maire.
L'organisation actuelle présente une double structure : d'un côte la gouvernance (la mairie, le conseille municipal de Barcelone, la Commission de gouvernement, le Comité de gouvernement et les organes de gouvernement des districts, le conseil et les commissions municipales), et d'un autre côté la structure exécutive formée par le comité exécutif, la gérance municipale, les instituts, les patronats, les entreprises mixtes
Le 14 juin 2006 entre en vigueur la nouvelle carte municipale de Barcelone qui régule le régime spécial de la mairie de Barcelone.

## Institutions municipales
La municipalité de Barcelone (Ajuntament) est l'organe élu qui dirige la ville. Elle comprend 41 conseillers élus au suffrage universel pour un mandat de quatre ans. Le maire (alcalde ou alcaldessa) est élu par celle-ci. La ville est divisée en 10 districts et subdivisée en 73 quartiers.

## Compétences
La mairie est l'organisme qui concentre le plus de compétences et de fonctionnaires publics de la ville. Elle est responsable de la vie quotidienne des habitants, et d'importantes charges telles que les planifications urbaines, les transports, la levée de l'impôt, la gestion de la sécurité par le biais de la police municipale, l'entretien des voies publiques et des jardins. Elle est également responsable de la construction d'équipements : garderies, équipement sportifs, bibliothèques, résidence pour le troisième âge, etc.

## Maires
| Période | Période | Identité                           | Étiquette                              | Qualité |
| ------- | ------- | ---------------------------------- | -------------------------------------- | ------- |
| 2023    | 2027    | Jaume Collboni                     | Parti socialiste catalan               |         |
| 2015    | 2023    | Ada Colau                          | Barcelone en commun                    |         |
| 2011    | 2015    | Xavier Trias                       | Convergence et Union                   |         |
| 2006    | 2011    | Jordi Hereu                        | Parti socialiste catalan               |         |
| 1997    | 2006    | Joan Clos                          | Parti socialiste catalan               |         |
| 1982    | 1997    | Pasqual Maragall                   | Parti socialiste catalan               |         |
| 1979    | 1982    | Narcís Serra                       | Parti socialiste catalan               |         |
| 1979    | 1979    | Manuel Font i Altaba               | -                                      |         |
| 1976    | 1979    | José María Socias Humbert          | -                                      |         |
| 1975    | 1976    | Joaquim Viola i Sauret             | -                                      |         |
| 1973    | 1975    | Enric Massó i Vázquez              | -                                      |         |
| 1957    | 1973    | Josep Maria de Porcioles i Colomer | Régime franquiste-Lliga Catalana       |         |
| 1951    | 1957    | Antoni Maria Simarro i Puig        | Régime franquiste-Phalange espagnole   |         |
| 1945    | 1951    | Josep Maria Albert i Despujol      | Régime franquiste-Rénovation espagnole |         |
| 1939    | 1945    | Miquel Mateu i Pla                 | Régime franquiste-Phalange espagnole   |         |
| 1937    | 1939    | Hilari Salvadó i Castell           | Gauche républicaine de Catalogne       |         |
| 1936    | 1937    | Carles Pi i Sunyer                 | Gauche républicaine de Catalogne       |         |

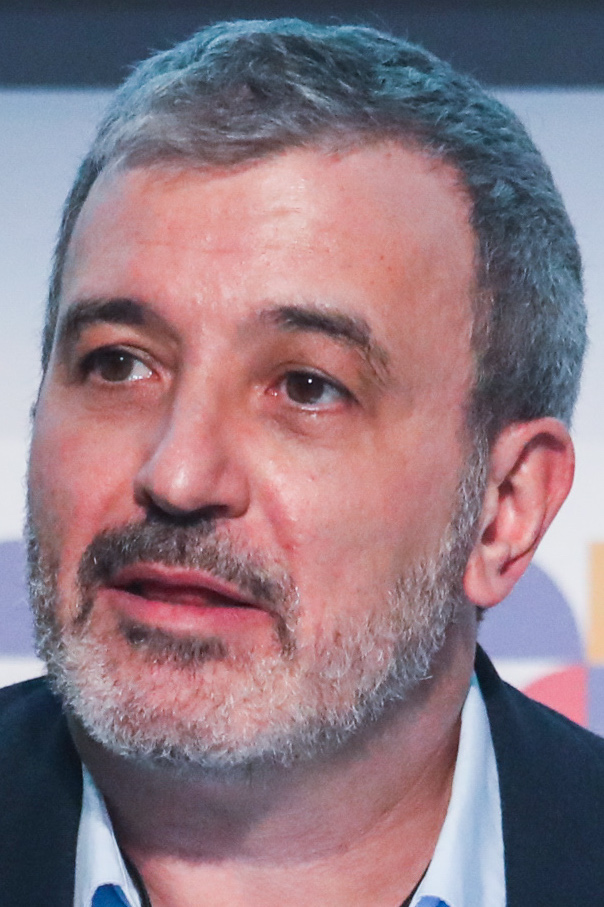
Jaume Collboni, actuel maire de Barcelone depuis 2023.
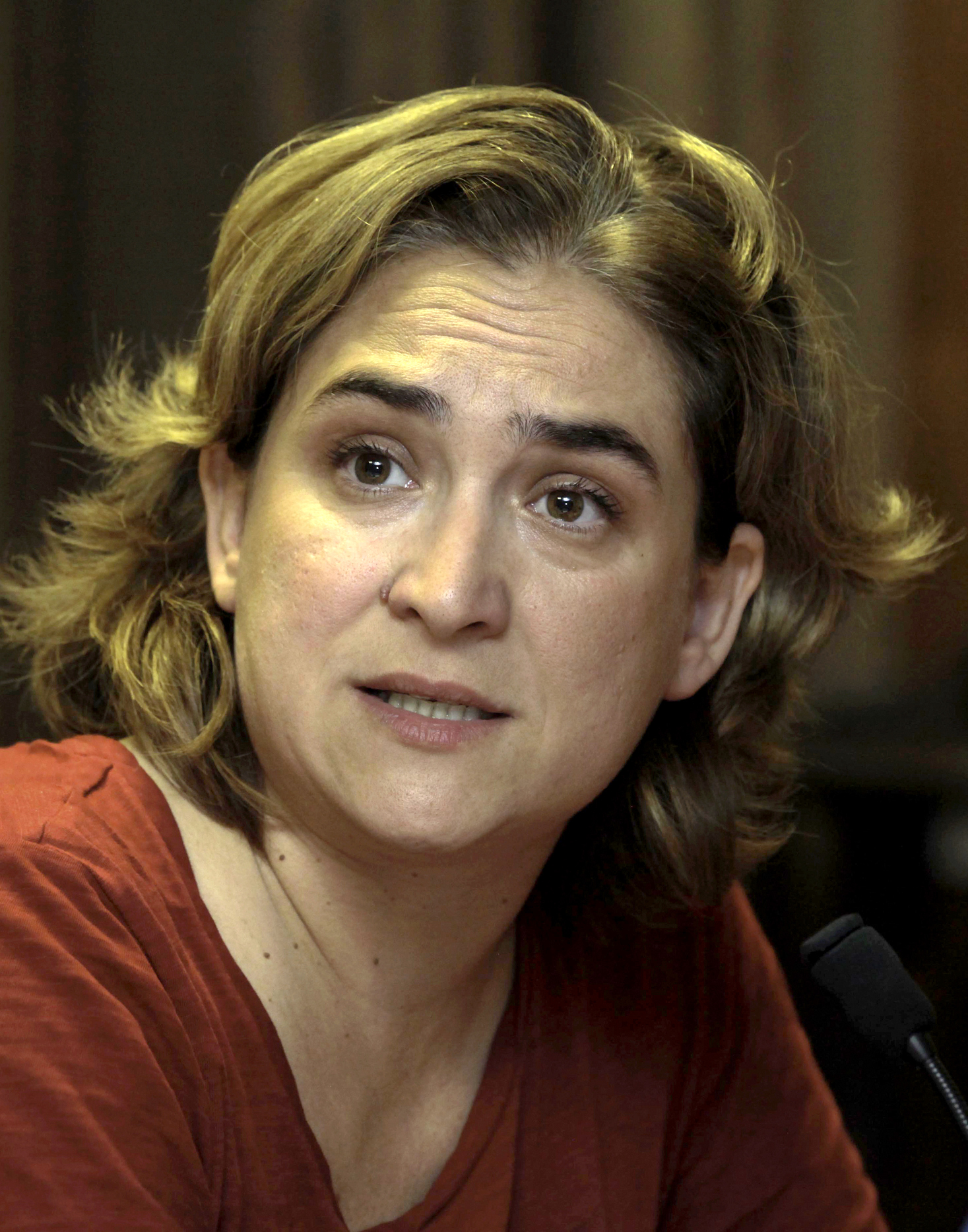
Ada Colau, ancienne maire de Barcelone de 2015 à 2023.
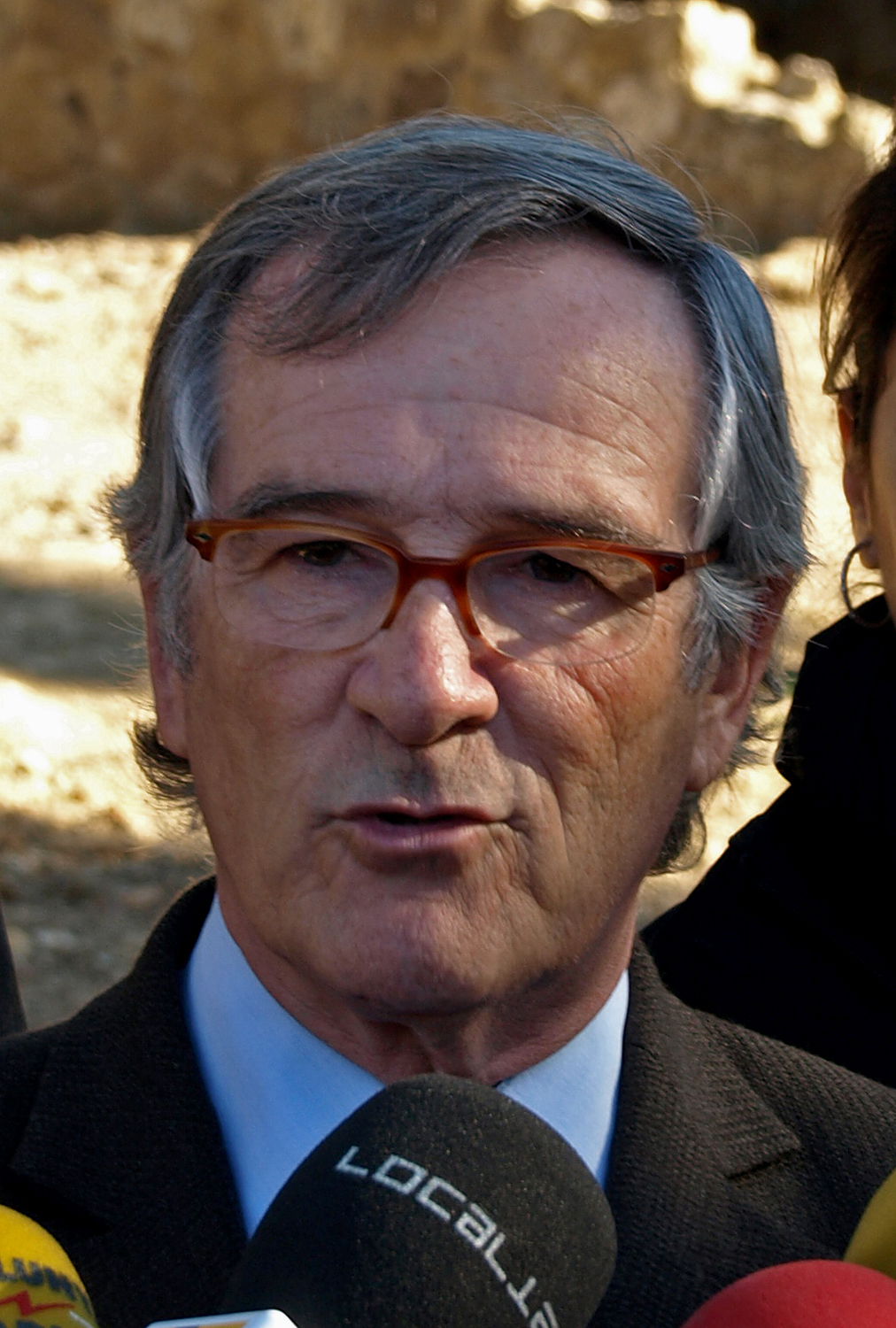
Xavier Trias, ancien maire de Barcelone de 2011 à 2015.

## bibliographie
- (ca) Sílvia Domènech Fernàndez, Montserrat Ruiz et Rafel Torrella, Barcelona fotografiada : Guia dels fons i les col·leccions de l’Arxiu Fotogràfic de la ciutat, barcelone, 2007 (ISBN 978-84-9850-029-5)